# 7331 Balindblad
7331 Balindblad este un asteroid din centura principală de asteroizi.

## Descriere
7331 Balindblad este un asteroid din centura principală de asteroizi. A fost descoperit pe 15 octombrie 1985 la Stația Anderson Mesa de Edward L. G. Bowell. El prezintă o orbită caracterizată de o semiaxă mare de 3,18 ua, o excentricitate de 0,04 și o înclinație de 22,3° în raport cu ecliptica.